# Haplocoelum inoploeum
Haplocoelum inoploeum är en kinesträdsväxtart som beskrevs av Ludwig Radlkofer. Haplocoelum inoploeum ingår i släktet Haplocoelum och familjen kinesträdsväxter. Inga underarter finns listade i Catalogue of Life.